# Moorilla Hobart International 2003
Moorilla Hobart International 2003 — жіночий тенісний турнір, що проходив на відкритих кортах з твердим покриттям Міжнародного тенісного центру Гобарта в Гобарті (Австралія). Належав до турнірів 5-ї категорії в рамках Туру WTA 2003. Відбувсь удесяте й тривав з 6 до 12 січня 2003 року. Алісія Молік здобула титул в одиночному розряді.

## Учасниці основної сітки в одиночному розряді

### Сіяні учасниці
| Країна   | Гравчиня           | Рейтинг1 | Сіяна |
| -------- | ------------------ | -------- | ----- |
| Словенія | Катарина Среботнік | 36       | 1     |
| США      | Емі Фрейзер        | 39       | 2     |
| Австрія  | Барбара Шетт       | 40       | 3     |
| Росія    | Олена Лиховцева    | 42       | 4     |
| Росія    | Віра Звонарьова    | 45       | 5     |
| Італія   | Ріта Гранде        | 46       | 6     |
| Зімбабве | Кара Блек          | 56       | 7     |
| США      | Джилл Крейбас      | 57       | 8     |

- 1 Рейтинг подано станом на 16 грудня 2002.

### Інші учасниці
Нижче наведено учасниць, які отримали вайлдкард на участь в основній сітці:
- Сінді Вотсон
- Тіффані Велфорд

Нижче наведено гравчинь, які пробились в основну сітку через стадію кваліфікації:
- Асагое Сінобу
- Жофія Губачі
- Келлі Лігган
- Тетяна Перебийніс

### Відмовились від участі
- Тетяна Перебийніс (food poisoning)

## Учасниці основної сітки в парному розряді

### Сіяні пари
| Країна   | Гравчиня      | Країна    | Гравчиня        | Рейтинг1 | Сіяна |
| -------- | ------------- | --------- | --------------- | -------- | ----- |
| Зімбабве | Кара Блек     | Росія     | Олена Лиховцева | 19       | 1     |
| Австрія  | Барбара Шетт  | Австрія   | Патріція Вартуш | 63       | 2     |
| Бельгія  | Елс Калленс   | Швеція    | Оса Свенссон    | 81       | 3     |
| Угорщина | Петра Мандула | Німеччина | Барбара Ріттнер | 102      | 4     |

- 1 Рейтинг подано станом на 16 грудня 2002.

### Інші учасниці
Нижче наведено учасниць, які отримали вайлдкард на участь в основній сітці:
- Кім Грант /  Дінна Робертс

Нижче наведено гравчинь, які пробились в основну сітку через стадію кваліфікації:
- Маріана Діас-Оліва /  Віра Звонарьова

## Фінальна частина

### Одиночний розряд
Алісія Молік —  Емі Фрейзер, 6–2, 4–6, 6–4
- Для Молік це був 1-й титул в одиночному розряді за кар'єру.

### Парний розряд
Кара Блек /  Олена Лиховцева —  Барбара Шетт /  Патріція Вартуш